# Dikénessav
A dikénessav szabad állapotban nem ismert sav. Sói a diszulfitok, melyek hidrogén-szulfitok koncentrált oldataiból nyerhetők dehidratációval:
{\displaystyle {\ce {2 HSO_3^- -> S_2O_5^2- +H2O}}}
Savanyítás hatására ismét hidrogén-szulfitok keletkeznek:
{\displaystyle {\ce {S_2O_5^2- + H+ -> SO2 + HSO_3^-}}}